# اچ‌ام‌اس گرافتن (اف۸۰)
اچ‌ام‌اس گرافتن (اف۸۰) (به انگلیسی: HMS Grafton (F80)) یک کشتی است که طول آن 133 m (463 ft 3 in) می‌باشد. این کشتی در سال ۱۹۹۴ ساخته شد.